# Ummidia aedificatoria
Ummidia aedificatoria är en spindelart som först beskrevs av John Obadiah Westwood 1840.  Ummidia aedificatoria ingår i släktet Ummidia och familjen Ctenizidae. Inga underarter finns listade i Catalogue of Life.